# Westbury, New York
Westbury är en ort i Nassau County i delstaten New York, USA.